# لواء اللد
كان لواء اللد أحد ألوية فلسطين الستة خلال فترة الانتداب البريطاني، كان مركزه مدينة اللد. ويضم اللواء قضاءين:
- قضاء الرملة
- قضاء يافا